# Centre de formation d'animateurs
Le Centre de formation d'animateurs (CFA) est un service de Jeunesse reconnu par le ministère de la Fédération Wallonie-Bruxelles et un opérateur de formation d’insertion socioprofessionnelle agréé par la Cocof. Les membres de l’ASBL CFA sont principalement des jeunes de moins de 35 ans : animateurs, formateurs, enseignants, artistes et acteurs socioculturels dans différents domaines.
Dans ses démarches pédagogiques de formations et d'animations, le CFA est soutenu par : le ministère de la Fédération Wallonie-Bruxelles, la COCOF, Actiris, l'ONE (Office de la naissance et de l'enfance), l'APEF (Association paritaire pour l’emploi et la formation), le Fonds social européen et Bruxelles Formation.

## Le CFA, c'est quoi?
Association de fait fondée en 1965, le Centre de Formation d'Animateurs s’est constitué en Association Sans But Lucratif en 1973. De 1974 à 2008, il était Service de Jeunesse et de promotion socioculturelle reconnu par le Ministère de la Communauté française de Belgique. Comme son nom l’indique, la vocation principale du CFA est la formation des animateurs.
Dans le cadre du décret de mars 2009 sur la reconnaissance et le subventionnement des organisations de jeunesses, le CFA est agréé comme Organisation de jeunesse, catégorie « services ».

## Pourquoi un centre de formation d’animateurs?
Les activités d’animation offrent des espaces privilégiés pour l’apprentissage du vivre ensemble et des pratiques démocratiques. Elles présentent aussi le cadre dans lequel jeunes et adultes pourront découvrir leur potentiel créateur, socialiser leur vision des choses, échanger des points de vue et construire ensemble. Mais l’animation ne réalise toutes ses promesses qu’à certaines conditions : la formation des animateurs en est une à laquelle notre association s’est dédiée depuis bientôt 50 ans.
Tant dans les activités d’animation que de formation, les participants sont amenés à être acteurs de leurs apprentissages et de leurs projets. Le tout vise à favoriser le développement d’une citoyenneté responsable, active, critique et solidaire chez les jeunes par une prise de conscience des réalités de la société, des attitudes de responsabilité et de participation active à la vie sociale, économique, culturelle et politique. Cela commence par la mise en place de pratiques d’expression, d’échange, d’écoute mutuelle, d’ouverture à l’autre quelles que soient les différences, et par la prise de décision collective et démocratique. Cela se poursuit par l’apprentissage actif de la vie en société et des relations humaines à travers la mise en projet collective et individuelle.
Pour soutenir la participation des jeunes et dans une perspective de démocratie culturelle, le CFA a développé le projet d’outiller les jeunes de différents langages qui permettent de créer, d’élaborer et de formuler un point de vue personnel ou collectif sur des thèmes qui pour eux font sens ainsi que de le communiquer. C’est dans ce but que le CFA propose des formations d’animateurs ou des animations dans les domaines de l’expression par le théâtre, le cinéma, la musique, le conte, la danse, etc. Le CFA soutient de plus un projet visant à diffuser la parole des jeunes : l’émission de télévision Coup2Pouce diffusée sur Télé Bruxelles et La Trois.
Le CFA s’inscrit dans une perspective d’égalité, de justice, de mixité, de démocratie et de solidarité, se référant au plein exercice, pour tous, des droits et des principes contenus dans :
- La Convention européenne des droits de l'homme signée à Rome le 4 novembre 1950 par les États membres du Conseil de l'Europe;
- La Convention relative aux droits de l'enfant adoptée le 20 novembre 1989 par l’Assemblée générale des Nations unies;
- Le Pacte international relatif aux droits civils et politiques adopté à New York le 16 décembre 1966 par l’Assemblée générale des Nations unies;
- Le Pacte international relatif aux droits économiques, sociaux et culturels adopté à New York le 16 décembre 1966 par l’Assemblée générale des Nations unies;

## Valeurs
Le CFA adhère aux valeurs partagées par les Organisations de Jeunesse pluralistes et indépendantes
- Un point commun à toutes ses actions : Partir des motivations, affinités, aptitudes, idées et intuitions de chacun et chacune pour orienter le groupe et construire ensemble.
- Une démarche active et participative... L’aller-retour est permanent entre action et réflexion. Toutes les ressources individuelles et collectives sont mobilisées autour d’objectifs communs dans un climat de confiance et d’échanges constants.
- Basée sur la pratique et l’approche ludique... Les techniques de jeux, le contact direct avec les supports d’expression, les mises en situation et les créations collectives permettent au groupe en formation de passer progressivement de la pratique à son analyse et à la conceptualisation.
- ...et sur l’évaluation : L’évaluation fait partie intégrante de l’action. Elle contribue au pilotage de l’activité en préservant l’adéquation avec les aspirations et les ressources du groupe. Elle gère les relations et contribue à l’épanouissement de chacun.

## Objectifs
Animer un groupe n’est pas le diriger, le distraire ou l’occuper. C’est l’aider à se mettre en condition d’exprimer un projet et de le réaliser. Tel est le premier objectif du CFA. Ces projets prennent souvent la forme de créations théâtrales, vidéo, musicales… des langages très présents dans l’environnement de chacun. 
Le but du CFA est d’outiller les groupes comme les animateurs, de développer leur autonomie de jugement et de maximaliser les chances d’aboutissement des projets et, ainsi, la portée de leur parole dans l’espace public.

## Activités

### Formations, animations et stages de vacances
La formation d’animateurs proprement dite constitue le noyau de l’action du CFA. Autour de celui-ci et dans une perspective de démocratie culturelle, se sont ultérieurement développés d’autres projets, par générations successives. Ces différents types d’actions se sont structurés au sein du CFA en secteurs distincts, lesquels jouissent chacun d’une équipe propre et d’une certaine autonomie.
Le CFA organise une formation d'1 an, la formation d'animateurs en arts du spectacle (Certificat reconnu par la Fédération Wallonie-Bruxelles, mais aussi des formations courtes, ateliers et des interventions sur mesure.
Quelques exemples de thématiques de formations :
- Mieux se connaître pour mieux gérer une équipe
- Organiser et Animer une réunion
- Prise de parole en public
- L’Ennéagramme : une démarche pour améliorer la gestion d’équipe
- L’autorité : poser des règles et développer la confiance
- Jeux coopératifs et cohésion de groupe
- Stimuler l’imaginaire des enfants ; un autre regard sur les objets
- Animateur cinéaste
- Reportage et documentaire
- Montage vidéo numérique
- La voix et la guitare, des outils d’animation

Productions et prêt de matériel vidéo : De la prise de vue au montage, le CFA est équipé pour la production vidéo. Cela lui permet d’être chaque année partenaire de projets de productions vidéo pédagogiques. Le CFA est aussi coproducteur de l’émission Coup2Pouce diffusée sur Télé Bruxelles.

### Mandats
Le CFA est membre de :
- La Confédération des Organisations de Jeunesse (COJ)[4].
- La Commission Consultative des Organisations de Jeunesse (CCOJ).
- Le Conseil supérieur de l'éducation aux médias (CSEM)[5], [6].
- La Fédération des Employeurs du Secteur des Organisations de Jeunesse (FESOJ)[7].
- La Confédération des Employeurs des secteurs Sportif & SocioCulturel (CESSOC)[8].
- La Fédération Bruxelloise de l’Insertion Socioprofessionnelle (FéBISP)[9].
- La Mission Locale d’Ixelles[10].

### Publications
Le CFA publie le CFALien, c'est une publication trimestrielle.
Le CFAlien se veut un support d’éducation permanente. Il s’articule autour d’articles relatifs aux activités du CFA, à l’actualité du secteur de la jeunesse, aux témoignages d’animateurs, de responsables de projets ou d’institutions partenaires du CFA.

## Projets et partenariats

### Projet d'insertion sociale et professionnelle avecActiris
Depuis 1991, Actiris conclut des partenariats avec différents acteurs du marché de l'emploi bruxellois. 
Ces conventions concernent l’insertion socioprofessionnelle, la recherche active d’emploi, l’accueil des enfants de chercheurs d’emploi. Les partenaires accompagnent aussi les publics spécifiques, soutiennent la création d'emploi ou sensibilisent les jeunes dans les écoles.
Le CFA est partenaire avec Actiris dans le cadre de sa formation qualifiante, la formation d'animateurs en arts du spectacle.

### Cycle de création théâtrale collective
Ce cycle permet de développer les capacités nécessaires à la conception, la réalisation et l’animation de créations collectives théâtrales avec des groupes de non-acteurs.
La démarche transmise est celle du théâtre-action. Elle met l’accent sur la participation critique et responsable de chacun dans la cité y compris les personnes en situation de fragilité sociale et/ou culturelle. Ainsi, la création théâtrale devient espace d’expression consciente et d’invention collective.
La création collective se construit à partir des réalités sociales et culturelles propres à un groupe. Des réalités qui s’échangent et se questionnent par le théâtre, pour créer un spectacle et sensibiliser le public qu’il rencontrera.
Ce cycle s’adresse prioritairement à des personnes qui travaillent ou souhaitent travailler dans des institutions culturelles et/ou sociales dans lesquelles elles pourront développer des pratiques de création théâtrale collective en complément ou en approfondissement de leurs modes d’intervention.
En partenariat avec :
- le Centre du Théâtre Action
- les secteurs Formation et Théâtre-Action du Service de la Culture de la Province de Namur
- Compagnie Buissonnière
- Collectif 1984
- Compagnie du Campus
- Alvéole Théâtre
- Acteurs de l’Ombre
- Collectif Libertalia

### Projet intergénérationnel
Le CFA participe au projet intergénérationnel 2007-2013 dans le cadre du programme Jeunesse en Action de l’Union Européenne.
Le programme Jeunesse en action vise à poursuivre et à renforcer l’action et la coopération de l’Union européenne mises en œuvre dans le cadre du programme pour la promotion des organisations non gouvernementales actives dans le domaine de la jeunesse. Dans le but d’associer activement les jeunes à la société en tant que citoyens, le programme vise à renforcer leur sentiment d’appartenance à l’Europe.
Le programme comporte cinq objectifs généraux qui sont complémentaires aux activités de l’UE (formation, culture, sport ou emploi) et qui contribuent également au développement des politiques de l’UE (diversité culturelle, cohésion sociale, développement durable et lutte contre les discriminations).
- Promouvoir la citoyenneté active des jeunes, qui concerne également la promotion de leur citoyenneté européenne.
- Favoriser l’engagement personnel des jeunes par des activités de volontariat au niveau européen et international;
- Développer les échanges et le dialogue interculturel entre les jeunes de l’UE et des pays voisins;
- Contribuer à la mise en réseau des organisations;
- Encourager l’échange de bonnes pratiques et la coopération entre administrations et responsables politiques;

### Coup2pouce
Coup2pouce c’est l’occasion pour les jeunes de 15 à 25 ans (ou qui ont un peu plus ou un peu moins) de s’exprimer librement et de façon créative en réalisant une émission de 26 minutes, diffusée sur Télé Bruxelles toutes les deux semaines qui traite de sujets qu’ils choisissent et par lesquels ils se sentent concernés. C’est aussi l’occasion de rencontrer d’autres jeunes issus de milieux divers et de former le Collectif des Jeunes de Coup2pouce afin de s’engager en portant la parole des jeunes.
Ce que le projet propose:
- Accompagnement dans le processus de réalisation de chaque émission (Équipe composée par deux coordinateurs/animateurs et un monteur):
- accompagnement technique
- accompagnement dans la réflexion et la recherche d’approche de réalisation
- coordination générale de Coup2pouce (activités, réunions du Collectif des Jeunes, plannings, communication, promotion, inscription aux festivals, concours, …)
- coordination spécifique à chaque projet (tournages, réservation du matériel vidéo, réunions de préparation, contacts avec les intervenants, temps de montage, diffusion, envoi des projets à Télé Bruxelles, …)
- matériel vidéo de qualité
- travail avec un monteur professionnel
- programme de montage professionnel (Final Cut)

Quelques sujets abordés:
- Les sans-papiers
- Les transports en commun
- Les droits de l’Homme
- Les cultures urbaines
- La vie d'artiste
- Le conflit israélo-palestinien
- Le mouvement hip-hop
- Le Parlement de la Région de Bruxelles-Capitale
- Les drogues
- Le cirque contemporain
- Le travail à la chaîne

Le Collectif des Partenaires:
- Le CFA asbl (Centre de Formation d’Animateurs),
- le CVB-Videp asbl (Centre Vidéo de Bruxelles- Vidéo Éducation Permanente),
- L’Atelier Graphoui asbl (atelier de production de films d’animation),
- Solidarcité asbl (année citoyenne pour jeunes volontaires)
- Samarcande asbl (Projet Samarc’ondes : émission radio réalisée par des jeunes)